# Ophiocordyceps unilateralis
Ophiocordyceps unilateralis (Tul. & C. Tul.) Petch, 1931 è un fungo parassitoide che infetta le formiche, in particolare quelle della specie Camponotus leonardi, alterando il loro comportamento, al fine di garantire la distribuzione capillare delle sue spore. Si tratta di un esempio lampante di parassitismo.
Le formiche vengono infettate tramite gli spiracoli per la respirazione attraverso cui le spore del fungo riescono a raggiungere dei tessuti relativamente deboli e cominciare a svilupparsi. Quando il micelio raggiunge il cervello della formica, ne altera le reazioni ai feromoni gestendo così il comportamento dell'insetto che è in tal modo portato a raggiungere un microclima adatto allo sviluppo del fungo stesso.
Un nuovo risultato scientifico indica che il fungo non intacca il cervello ma interagisce solo con i muscoli.
In seguito il fungo determina la morte dell'ospite. Il carpoforo quindi cresce fino a uscire dalla testa dell'insetto e a liberare le spore. Il processo dura dai quattro ai dieci giorni.

## Etimologia
Il nome del genere deriva dal greco kordýlē = clava e dal suffisso latino -ceps (da caput, capitis) = capo, testa, ovvero con il capo a forma di clava. L'epiteto specifico unilateralis deriva dal latino e significa "che si sviluppa solamente in un senso".

## Descrizione

### Corpo fruttifero
La specie può essere identificata alla fine del suo ciclo di vita per la sua struttura riproduttiva, costituita da uno stroma, nerboruto ma ancora duttile, di colore scuro, il cui stelo si estende dalla parte posteriore della testa della formica di cui ha provocato la morte. Il fusto ha un ascocarpo appena sotto la punta.

## Ciclo vitale
Come altri funghi parassitoidi del genere Cordyceps, C. unilateralis mira a specifiche specie come ospiti; queste sono di preferenza le formiche Camponotus leonardi, ma parassitano anche altre specie affini, sebbene con risultati inferiori dal punto di vista riproduttivo.
Quando le formiche si alimentano dei tessuti morbidi non vitali del fungo, alcune spore penetrano nel corpo dell'insetto attraverso gli spiracoli per la respirazione. Vi germinano e quando il fungo parassita è pronto a produrre nuove spore, il suo micelio raggiunge il cervello dell'ospite e determina un'alterazione nella percezione dei feromoni, che porta l'insetto a raggiungere una foglia posta a circa 25 cm di altezza dal suolo, dal lato della pianta rivolto a nord, posta in un ambiente con il 94-95% di umidità e tra i 20 e i 30 °C - condizioni adatte alla riproduzione del fungo. In condizioni differenti, la sporulazione potrebbe non avvenire oppure il fungo potrebbe presentare strutture riproduttive sottodimensionate.
Durante l'infezione il mutamento nelle abitudini della formica ospite è tanto caratteristico da aver dato origine al termine formica zombie, ed è tutto a beneficio del fungo. Raggiunta la sede adatta, l'insetto ospite si àncora alla foglia con un morso. In particolare, la formica infetta morde la nervatura centrale della foglia con una forza superiore al solito, lasciando dei caratteristici segni a forma di manubrio, che sono stati rinvenuti anche su fossili di piante provenienti dal Pozzo di Messel e risalenti a 48 milioni di anni fa.
In seguito il fungo determina la morte della formica e continua a crescere nel corpo dell'ospite finché il micelio non invade tutto l'organismo, fermandosi solo di fronte al robusto esoscheletro. I vari miceli sfondano poi la corazza e si consolidano alla pianta su cui si trovano producendo antimicrobici per allontanare la concorrenza. Il carpoforo cresce fino a uscire dalla testa dell'insetto e a liberare le spore. Il processo dura dai quattro ai dieci giorni.
Possono risultare infetti numerosi esemplari di formica e "si possono trovare cimiteri di formiche con venti o trenta cadaveri in un solo metro quadro".

## Distribuzione
Questo fungo è diffuso in tutte le foreste tropicali, soprattutto in Africa, Brasile e Thailandia.

## Commestibilità
Non commestibile, senza valore.

## Potenziale medicinale
Questo fungo contiene vari metaboliti bioattivi e si fanno ricerche per trovare altri impieghi come fonte naturale di sostanze immunomodulatrici, antitumorali, ipoglicemiche e ipocolesterolemiche, sei derivati del naftochinone, uno dei quali ha mostrato in vitro attività antimalarica.
C'è anche stata una ricerca sull'uso di pigmenti rossi ottenuti dal naftochinone prodotto da O. unilateralis per usi alimentari, cosmetici e farmaceutici.